# Gabriele Manfredi
Gabriele Manfredi   (Bolonya, 25 de març de 1681 - Bolonya, 5 d'octubre de 1761) va ser un matemàtic italià del segle xviii.

## Vida
El seu pare era notari a Bolonya i tenia una bona cultura que va trametre als seus fills; els seus germans (Eustachio i Eraclito) també van ser professors de matemàtiques i/o astronomia.
Gabriele va començar estudiant medicina a la universitat de Bolonya, però aviat se'n va cansar i es va orientar, amb l'ajut del seu germà gran Eustachio, vers les matemàtiques, estudiant pel seu compte les obres de Leibniz, de Johann i Jakob Bernoulli i de L'Hôpital.
El 1702 se'n va a Roma, on col·labora en la construcció de la meridiana solar de Santa Maria degli Angeli e dei Martiri dirigida per Francesco Bianchini i en la verificació de l'exactitud del calendari Gregorià.
La primavera de 1706 retorna a Bolonya on poc després publicarà la seva obra més famosa. El 1708 és nomenat assessor de la cancelleria bolonyesa i el 1720 és nomenat professor de matemàtiques a la Universitat de Bolonya, en la qual romadrà fins a la seva mort el 1761.
A la mort del seu germà Eustachio el 1742 el substitueix com a superintendent de les aigües de la comuna de Bolonya. Malgrat els seus esforços no va aconseguir resoldre el problema de les crescudes del Riu Reno i les disputes que provocaven entre Bolonya i Ferrara.
Es va casar amb Teresa del Sole, amb qui va tenir tres fills.

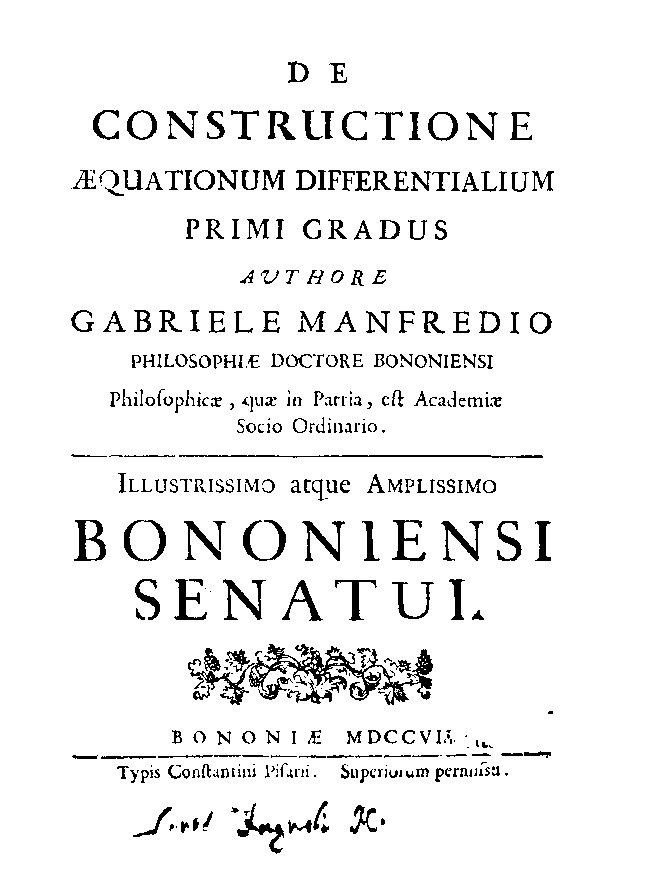
De constructione aequationum differentialium primi gradus, 1707

## Obra
Com ja s'ha esmentat la seva obra més coneguda és De constructione aequationum differentialium primi gradus (Bolonya, 1707) que és un tractat sobre les equacions diferencials de primer grau; és, de fet, el primer tractat que es va publicar mai sobre aquest tema, i va ser força elogiat per Leonard Euler.
El llibre es divideix en sis seccions sistemàticament organitzades:
- En la primera demostra que les propietats diferencials de les corbes (tangents, radis de curvatura, àrees tancades, volums dels seus sòlid de revolució, etc.) estan vinculades amb equacions diferencials de primer grau.
- En la segona estudia les equacions diferencials de la forma {\displaystyle (A)x{dx}=(B)y{dy}} que condueixen a corbes algebraiques.
- En la tercera estudia les equacions diferencials de la forma {\displaystyle {dz}=q{du}} que no procedeixen de corbes algebraiques.
- En la quarta estudia les equacions diferencials no lineals.
- En la cinquena secció estudia la construcció d'equacions diferencials amb variables separables {\displaystyle q(t){dt}=p(u){du}} .
- En la sexta i darrera secció, la més interessant i original, estudia les equacions diferencials que no són integrables algebraicament.